# اتیکا (سیگار)
آتیکا  (به انگلیسی: Atika) یک برند سیگار ایجاد شده در امپراتوری آلمان است؛ که توسط امپریال توباکو تولید می‌شده است. این برند در سال ۱۸۸۹ پایه‌گذاری گردید.
تولید سیگارهای این برند از سال مه ۲۰۱۶ متوقف شده‌است.